# Paralophogaster foresti
Paralophogaster foresti is een kreeftachtigensoort uit de familie van de Lophogastridae. De wetenschappelijke naam van de soort is voor het eerst geldig gepubliceerd in 1981 door Bacescu.